# Wahlkreis Neuhaus – Ilmenau II
Der Wahlkreis Neuhaus – Ilmenau II war ein Landtagswahlkreis zur Landtagswahl in Thüringen 1990, der ersten Landtagswahl nach der Wiedergründung des Landes Thüringen. Er hatte die Wahlkreisnummer 40.
Der Wahlkreis umfasste den kompletten damaligen Landkreis Neuhaus am Rennweg mit den Städten und Gemeinden Buchbach, Cursdorf, Deesbach, Ernstthal, Gebersdorf, Goldisthal, Gräfenthal, Großneundorf, Katzhütte, Lauscha, Lichte, Lichtenhain b. Gräfenthal,
Lichtenhain/Bergbahn, Lippelsdorf, Mellenbach-Glasbach, Meura, Meuselbach-Schwarzmühle, Neuhaus am Rennweg, Oberweißbach/Thür. Wald, Piesau,
Reichmannsdorf, Scheibe-Alsbach, Schmiedefeld,
Siegmundsburg, Spechtsbrunn, Steinheid und     Unterweißbach sowie vom damaligen Landkreis Ilmenau folgende Städte und Gemeinden:  Altenfeld, Böhlen, Friedersdorf, Gillersdorf, Großbreitenbach, Möhrenbach und Wildenspring.

## Ergebnisse
Die Landtagswahl 1990 fand am 14. Oktober 1990 statt und hatte folgendes Ergebnis für den Wahlkreis Neuhaus – Ilmenau II:
| Direktkandidat      | Partei (Kürzel) | Erststimmen (%) | Zweitstimmen (%) |
| ------------------- | --------------- | --------------- | ---------------- |
| Bernd Müller-Pathle | CDU             | 42,0            | 44,2             |
|                     | Chr. L          | -               | 00,2             |
|                     | DFD             | -               | 00,8             |
|                     | REP             | -               | 01,4             |
|                     | DBU             | -               | 00,4             |
|                     | DSU             | 08,8            | 06,6             |
|                     | F.D.P.          | 08,3            | 07,7             |
|                     | LL-PDS          | 11,1            | 09,8             |
|                     | NPD             | -               | 00,1             |
|                     | NFGRDJ          | 06,0            | 04,5             |
|                     | SPD             | 22,5            | 23,6             |
|                     | UFV             | 01,2            | 00,7             |

Es waren 35.350 Personen wahlberechtigt. Die Wahlbeteiligung lag bei 77,9 %.  Als Direktkandidat wurde Bernd Müller-Pathle (CDU) gewählt. Er erreichte 42,0 % aller gültigen Stimmen.